# SEVENTH AVENUE SOUTH
『SEVENTH AVENUE SOUTH』（セヴンス・アヴェニュー・サウス）は、南佳孝の7作目のオリジナル・アルバム。1982年9月22日にCBS・ソニーから発売された。規格品番は、LP: 28AH 1462、CT: 28KH 1205、CD: 35DH 11。

## 概要
本作のレコーディングは初めてニューヨークで行われた。時間的にあまり余裕の無い中で制作された前作『SILKSCREEN』に比べ、本作はじっくりと時間をかけて作られている。レオン・ペンダルヴィスがほとんどの曲でアレンジを担当し、演奏にはリック・マロッタ、トニー・レヴィン、デヴィッド・スピノザ、ウォーレン・バーンハート、ラルフ・マクドナルド、デイヴィッド・サンボーンなど、現地のジャズ、フュージョン系のミュージシャンらを多数起用して制作が行われた。
″Seventh Avenue″とはニューヨーク・マンハッタンのウェストサイド・マンハッタンを南北に走る通りの名称である。ジャケットにはアメリカの画家、エドワード・ホッパーの描いた「ナイトホークス」の絵が使用されている。
アートワークは本作もアートディレクターの田島照久が担当している。
シングル「SCOTCH AND RAIN」を収録している。B-6「黒猫 (シャ・ノアール)」はアルバムの発売後にシングルカットされた。

### 再発売
CDは1991年9月15日にCD選書として再発売されたほか、2013年4月10日にはBlu-spec CDがタワーレコード限定で発売された。
2023年12月6日にはバーニー・グランドマンのカッティングによるLPレコードが再発売された。

## 収録曲

### LP / CT
| 全作曲: 南佳孝、全編曲: レオン・ペンダービス（リズム・トラックス）。 |                       |        |            |                                        |      |
| #                                                                    | タイトル              | 作詞   | 作曲・編曲 | その他の編曲                           | 時間 |
| 1.                                                                   | 「COOL」              | 松本隆 | 南佳孝     | ニック・デカロ（ストリングス）         | 5:18 |
| 2.                                                                   | 「SCOTCH AND RAIN」   | 松本隆 | 南佳孝     | ニック・デカロ（ストリングス、ブラス） | 3:51 |
| 3.                                                                   | 「MOONLIGHT WHISPER」 | 南佳孝 | 南佳孝     |                                        | 3:59 |
| 4.                                                                   | 「夏服を着た女たち」  | 松本隆 | 南佳孝     |                                        | 3:37 |
| 5.                                                                   | 「天文台」            | 松本隆 | 南佳孝     | レオン・ペンダービス（ウッドウィンド） | 3:59 |

| 全作曲: 南佳孝、全編曲: レオン・ペンダービス（リズム・トラックス）（B-5、6を除く。B-5: 南佳孝、B-6: トニー・レヴィン）。 |                      |            |            |                                |      |
| # | タイトル             | 作詞       | 作曲・編曲 | その他の編曲                   | 時間 |
| 1. | 「DOWN BEAT」        | 来生えつこ | 南佳孝     | レオン・ペンダービス（ブラス） | 3:30 |
| 2. | 「HOME TOWN」        | 南佳孝     | 南佳孝     |                                | 3:23 |
| 3. | 「波止場」           | 松本隆     | 南佳孝     | ニック・デカロ（ストリングス） | 3:31 |
| 4. | 「口笛を吹く女」     | 松本隆     | 南佳孝     | 井上鑑（ストリングス）         | 3:30 |
| 5. | 「SKETCH」           | 南佳孝     | 南佳孝     |                                | 1:31 |
| 6. | 「CHAT NOIR (黒猫)」 | 南佳孝     | 南佳孝     |                                | 4:24 |

### CD
| 全作曲: 南佳孝、全編曲: レオン・ペンダービス（リズム・トラックス）（10、11を除く。10: 南佳孝、11: トニー・レヴィン）。 |                       |            |            |                                        |      |
| # | タイトル              | 作詞       | 作曲・編曲 | その他の編曲                           | 時間 |
| 1. | 「COOL」              | 松本隆     | 南佳孝     | ニック・デカロ（ストリングス）         | 5:18 |
| 2. | 「SCOTCH AND RAIN」   | 松本隆     | 南佳孝     | ニック・デカロ（ストリングス、ブラス） | 3:51 |
| 3. | 「MOONLIGHT WHISPER」 | 南佳孝     | 南佳孝     |                                        | 3:59 |
| 4. | 「夏服を着た女たち」  | 松本隆     | 南佳孝     |                                        | 3:37 |
| 5. | 「天文台」            | 松本隆     | 南佳孝     | レオン・ペンダービス（ウッドウィンド） | 3:59 |
| 6. | 「DOWN BEAT」         | 来生えつこ | 南佳孝     | レオン・ペンダービス（ブラス）         | 3:30 |
| 7. | 「HOME TOWN」         | 南佳孝     | 南佳孝     |                                        | 3:23 |
| 8. | 「波止場」            | 松本隆     | 南佳孝     | ニック・デカロ（ストリングス）         | 3:31 |
| 9. | 「口笛を吹く女」      | 松本隆     | 南佳孝     | 井上鑑（ストリングス）                 | 3:30 |
| 10. | 「SKETCH」            | 南佳孝     | 南佳孝     |                                        | 1:31 |
| 11. | 「CHAT NOIR (黒猫)」  | 南佳孝     | 南佳孝     |                                        | 4:24 |
| 合計時間: | 合計時間:             | 合計時間:  | 合計時間:  | 40:17                                  |      |

## シングル

### 収録曲
| 全作曲: 南佳孝。 |                     |            |            |                                                                       |      |
| #                | タイトル            | 作詞       | 作曲・編曲 | 編曲                                                                  | 時間 |
| A.               | 「SCOTCH AND RAIN」 | 松本隆     | 南佳孝     | レオン・ペンダービス（リズム） ニック・デカロ（ストリングス、ブラス） | 3:50 |
| B.               | 「DOWN BEAT」       | 来生えつこ | 南佳孝     | レオン・ペンダービス（リズム、ブラス）                                | 3:30 |
| 合計時間:        | 合計時間:           | 合計時間:  | 合計時間:  | 7:20                                                                  |      |

### 概要
アルバム『SEVENTH AVENUE SOUTH』からのシングルカット。タイトルの表記がアルバムと異なる。表題曲「黒猫 (シャ・ノアール)」は、南自身が作詞作曲を手掛けている。ジャケットのデザインは『SEVENTH AVENUE SOUTH』と同じものを流用している。

### 収録曲
| 全作曲: 南佳孝。 |                                        |            |            |                                             |      |
| #                | タイトル                               | 作詞       | 作曲・編曲 | 編曲                                        | 時間 |
| A.               | 「黒猫 (シャ・ノアール)」(CHAT NOIR)   | 南佳孝     | 南佳孝     | トニー・レヴィン（リズム）                  | 4:23 |
| B.               | 「ライド・イン・ブルー」(RIDE IN BLUE) | 杉山恒太郎 | 南佳孝     | トニー・レヴィン（リズム） 井上鑑（ブラス） | 3:52 |
| 合計時間:        | 合計時間:                              | 合計時間:  | 合計時間:  | 8:15                                        |      |

## 参考資料
- オリコン『ALBUM CHART-BOOK COMPLETE EDITION 1970-2005』オリコン・マーケティング・プロモーション、2006年4月。ISBN 978-4-87131-077-2。
- 馬飼野元宏:監修『日本の男性シンガー・ソングライター』シンコーミュージック・エンタテイメント〈ディスク・コレクション〉、2013年9月20日。ISBN 978-4-401-63885-7。